# Žiarske sedlo
Žiarské sedlo je výrazné sedlo v nadmořské výšce 1917 m jižní rozsoše Plačlivého 2125 m. Je významné, často navštěvované turisty kvůli své turisticky výhodné poloze a díky blízkosti několika vrcholů. Tvoří závěr Žiarské doliny, ve kterém se nachází pleso pod Žiarským sedlem ve výšce 1833 m.

## Turistika
Přes sedlo prochází zelená turistická značka od Žiarské chaty pokračující do Jamnícké doliny a na Hrubý vrch a žlutá turistická značka jdoucí z Plačlivého na Baranec a do ústí Žiarské doliny.

## Fauna
V oblasti sedla ze strany Žiarské doliny je také lokalita výskytu endemitického sviště tatranského horského. Naopak v oblasti sedla ze strany Zahrádek se vyskytuje další endemit kamzík horský tatranský.

## Výhledy
Ze sedla je pěkný výhled na obě doliny i na Baranec.

## Přístup
- Po  značce z Žiarské chaty, trvání 1:50 hodiny
- Po  značce z Jamnícké doliny, trvání 1:50 hodiny
- Po  značce z Plačlivého, trvání 0:20 hodiny
- Po  značce z Barance, trvání 1:25 hodiny